# ナジア・オッフンダル
ナジア・オッフンダル（Nadia Offendal、1994年10月22日 - ）は、デンマークのハンドボール選手。オーデンセ・ハンドボルドに所属。

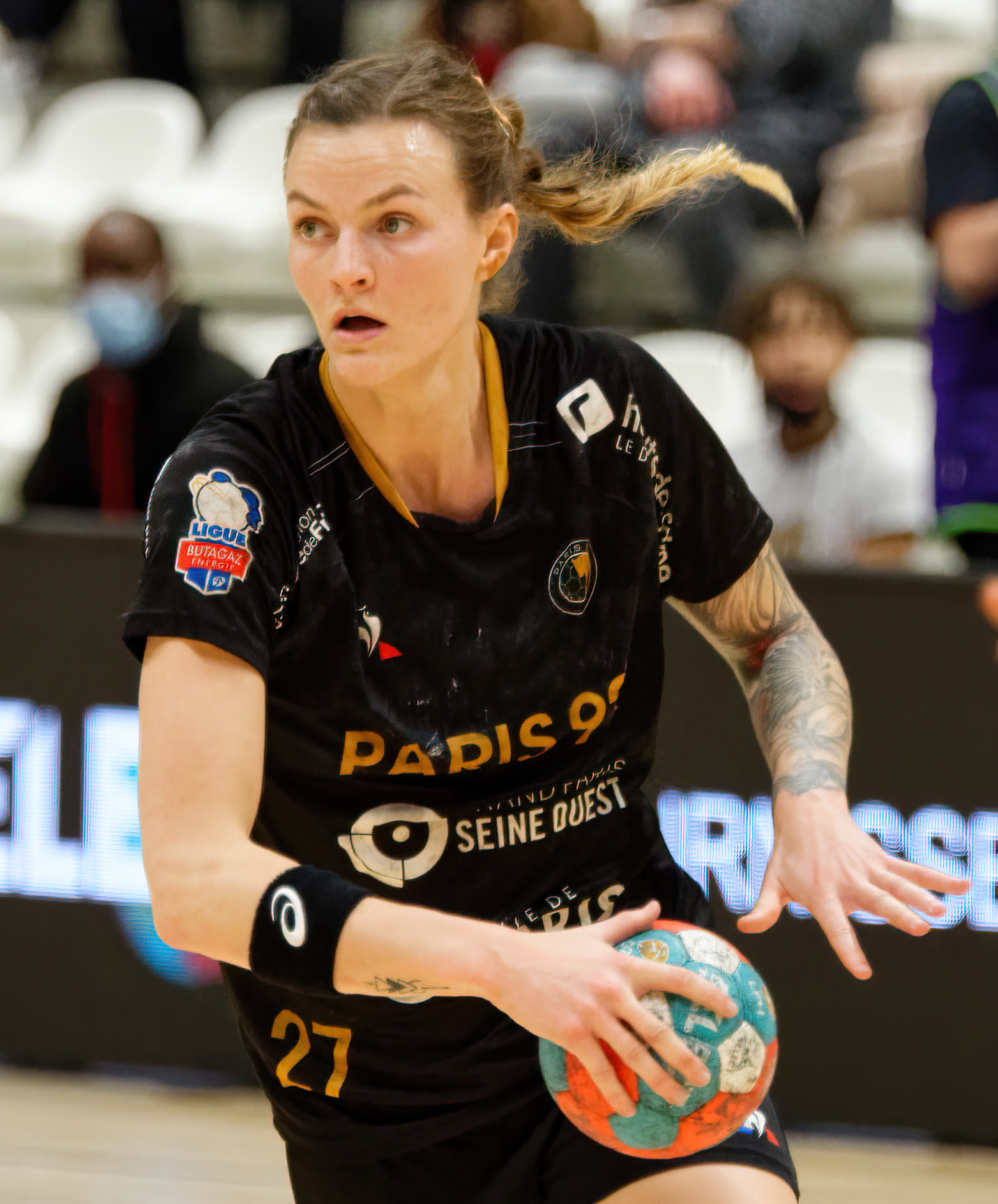
2022年のナジア・オッフンダル